# Lars Parmler
Lars Harry Parmler, född 19 februari 1942 i Sankt Olai församling i Norrköping, död 21 augusti 2017 i Älvsåkers distrikt i Kungsbacka kommun, var en svensk hopptränare, ridlärare och ridsportkommentator.

## Biografi
Lars Parmler inledde sin karriär med att rida ponny och 1954 var han med och bildade Svenska Ponnyföreningen. 1967-1968 utbildade han sig till ridinstruktör på Ridskolan Strömsholm. 1969 startade han Clarebergs ridklubb på Hisingen utanför Göteborg tillsammans med hustrun Liz. I samband med det började han tävla i banhoppning och var med och tog hem allsvenskan i lag fem år i rad. Hans största individuella framgång var en Grand Prix-seger på Falsterbo Horse Show 1982 på hästen Copperfield. 1977 var han med och grundade Göteborg Horse Show. Efter karriären som hoppryttare började han träna andra. Han var det svenska landslagets tränare när Malin Baryard-Johnsson vann junior-EM på ponnyn Innishannon 1990 och han var Grand Prix-vinnaren Angelica Augustssons tränare. Mellan 1991 och 2005 var han SVT:s expertkommentator i hoppning.